# Český Hobitín

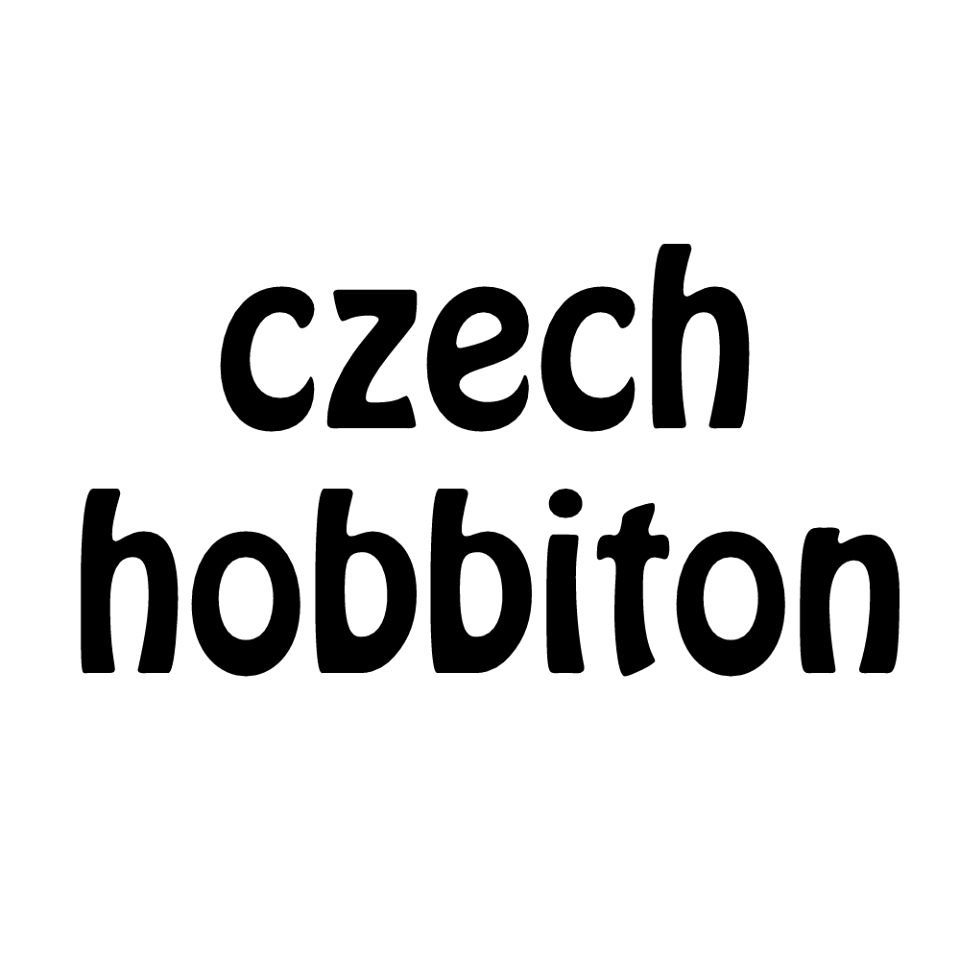
Český Hobitín - oficiální logo

Český Hobitín se nachází v Orlických horách v osadě Šediviny. Jsou zde vybudovány tři hobití nory, hospoda Zelený drak a obydlí U Sudu na motivy Pána prstenů a dalších děl J. R. R. Tolkiena a filmů Petera Jacksona. Vše se nachází na soukromém pozemku. Vstup pro veřejnost je v současnosti omezený. Jedná se o filmové kulisy k fanouškovskému filmu Stíny Kraje. Autorem Českého Hobitína je Svatoslav Hofman.

## Zajímavosti
Středozem je pro autora od malička srdeční záležitostí. Podobný projekt je ve světě unikátní. Existují obydlí inspirovaná Tolkienem a také filmový komplex na Novém Zélandu v městečku Matamata. Nic v podobném rozsahu ale zatím nikde jinde nenajdete. Český Hobitín vznikal postupně od roku 2012 během víkendů. Autor jej stavěl vlastníma rukama. Použitým materiálem byl z většiny nepotřebný odpad. Okna z roštu postelí, lustr ze starého kola od vozu, prkna ze zbytků starých plotů. K typickým kulatým stavbám ze dřeva patří i bizarní plůtky a zahrádky s květinami a bylinkami.

## Stíny Kraje
Český Hobitín byl postavený speciálně pro fanouškovský film. Jedná se o krátký snímek ze světa Středozemě. Svatoslav Hofman je nejen výtvarník kulis, ale zároveň kameraman snímku.

## Fotogalerie

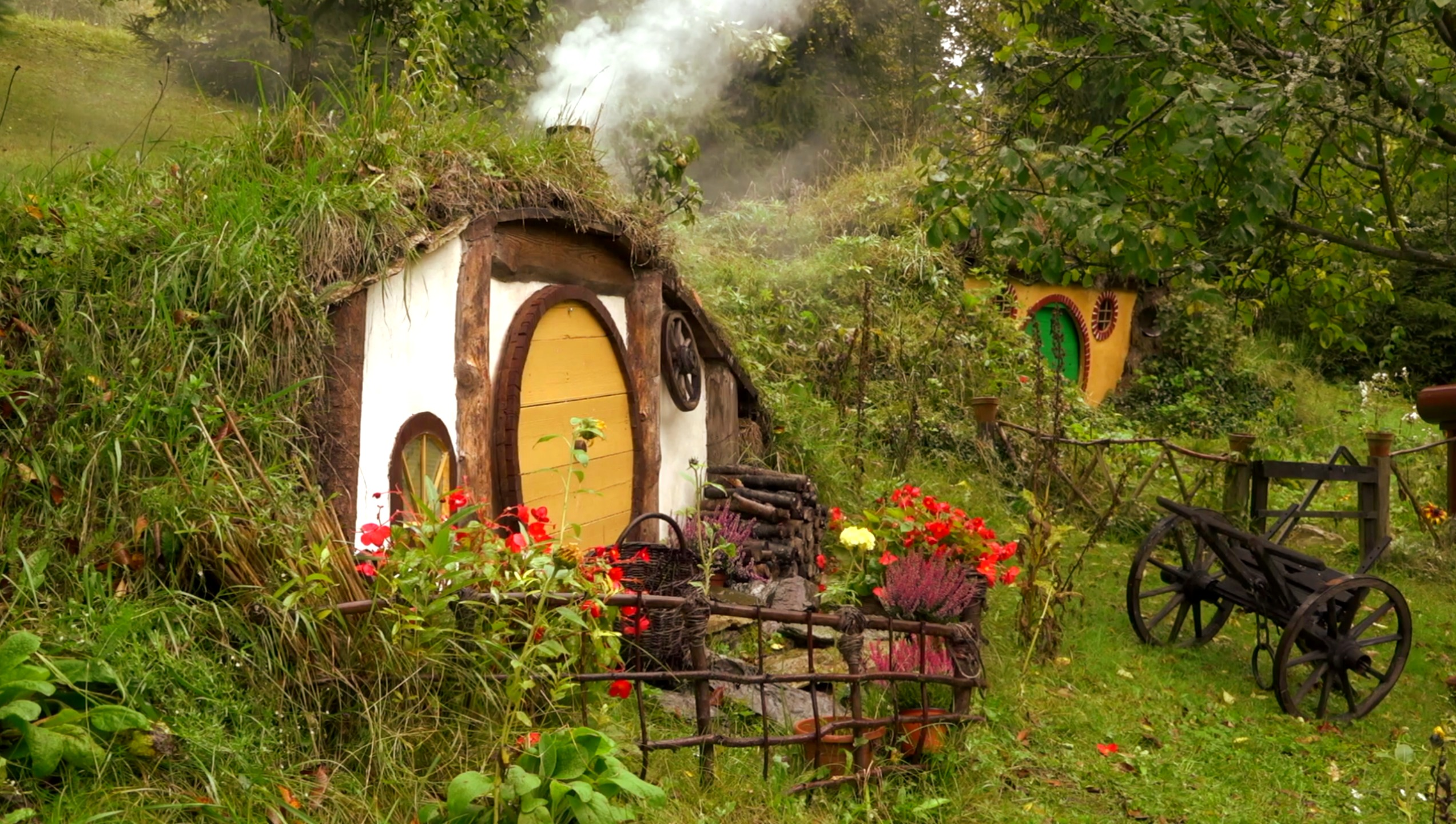
Český Hobitín
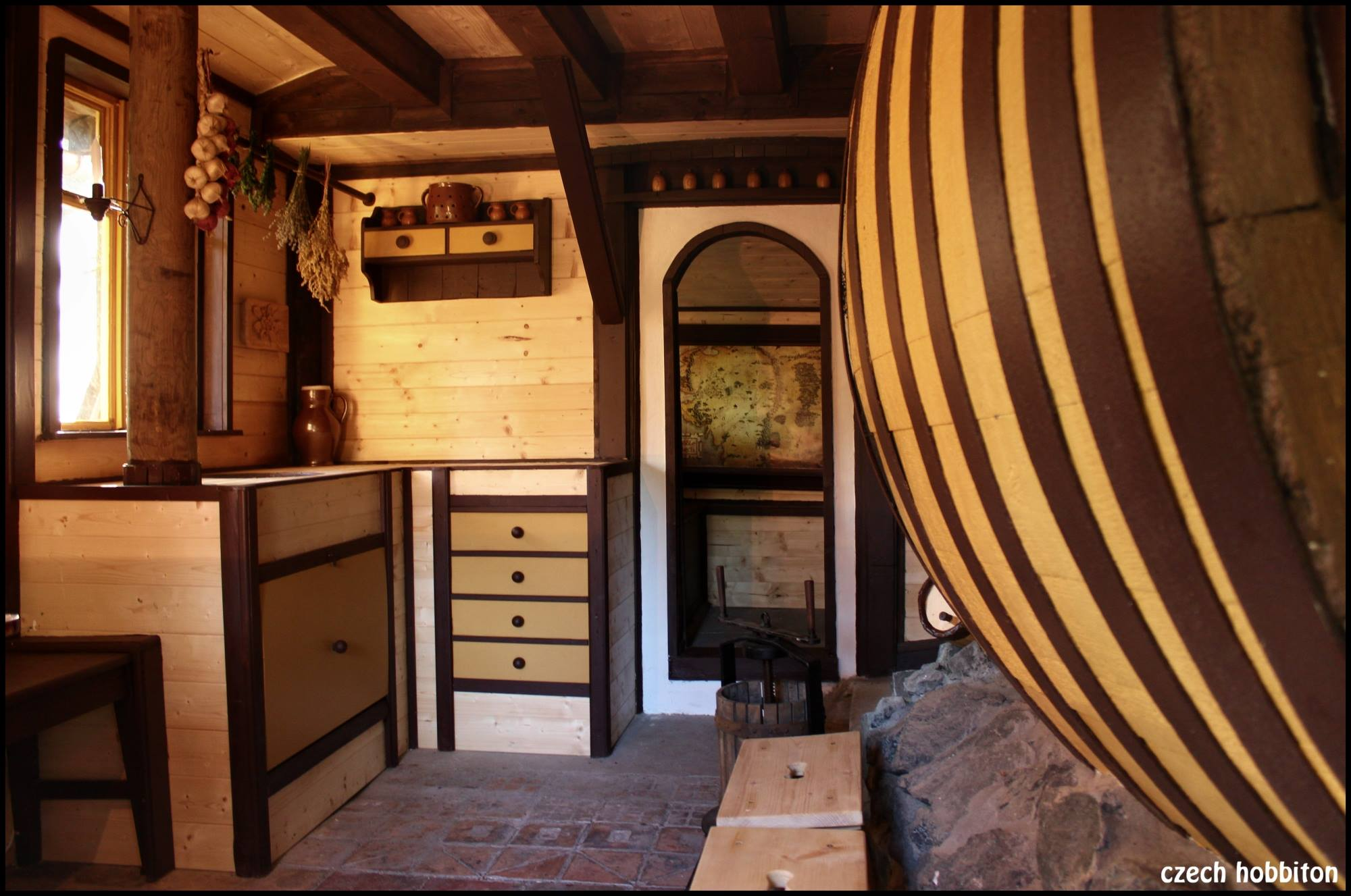
Obydlí U Sudu – interiér
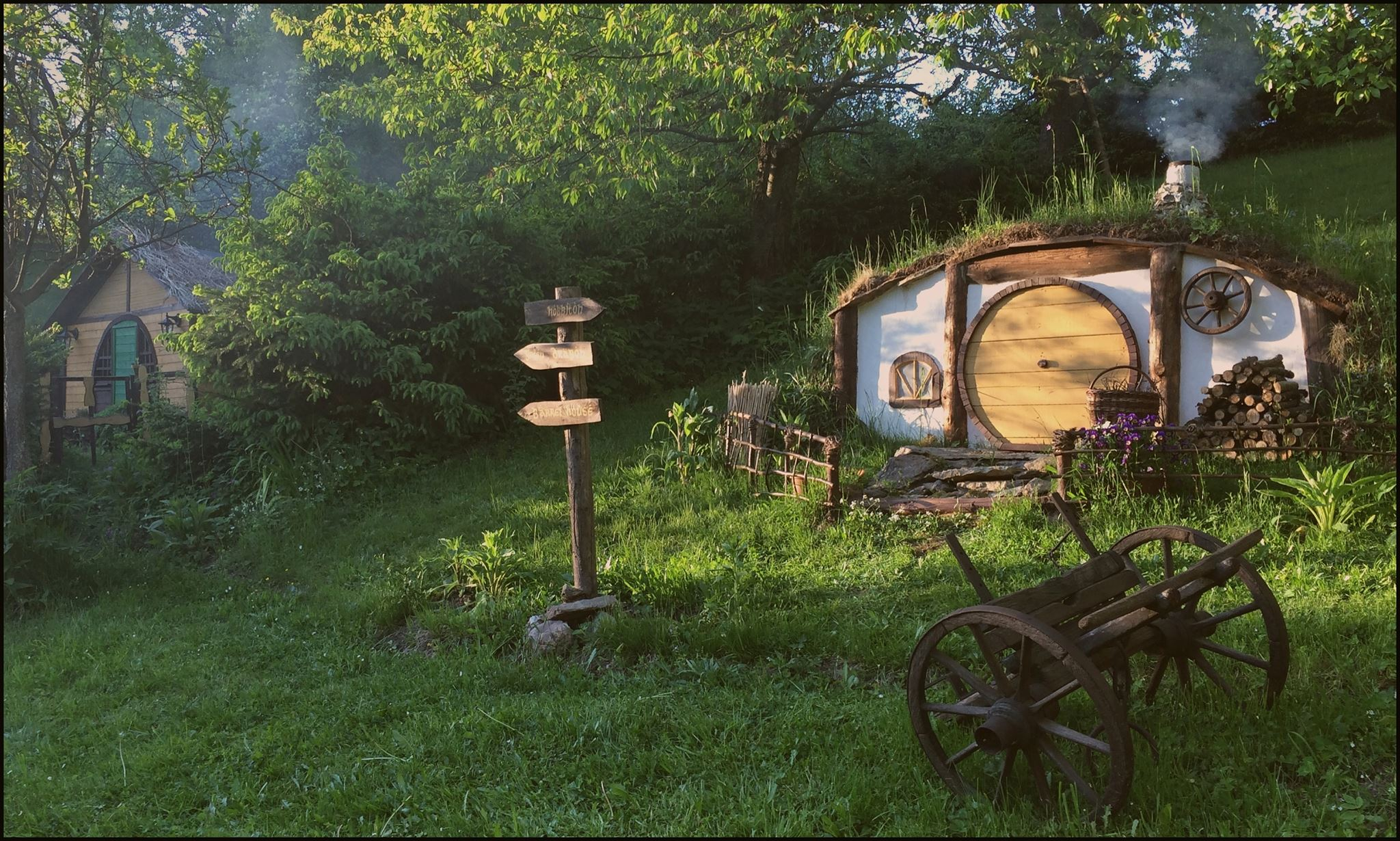
Hobití nora a Zelený drak
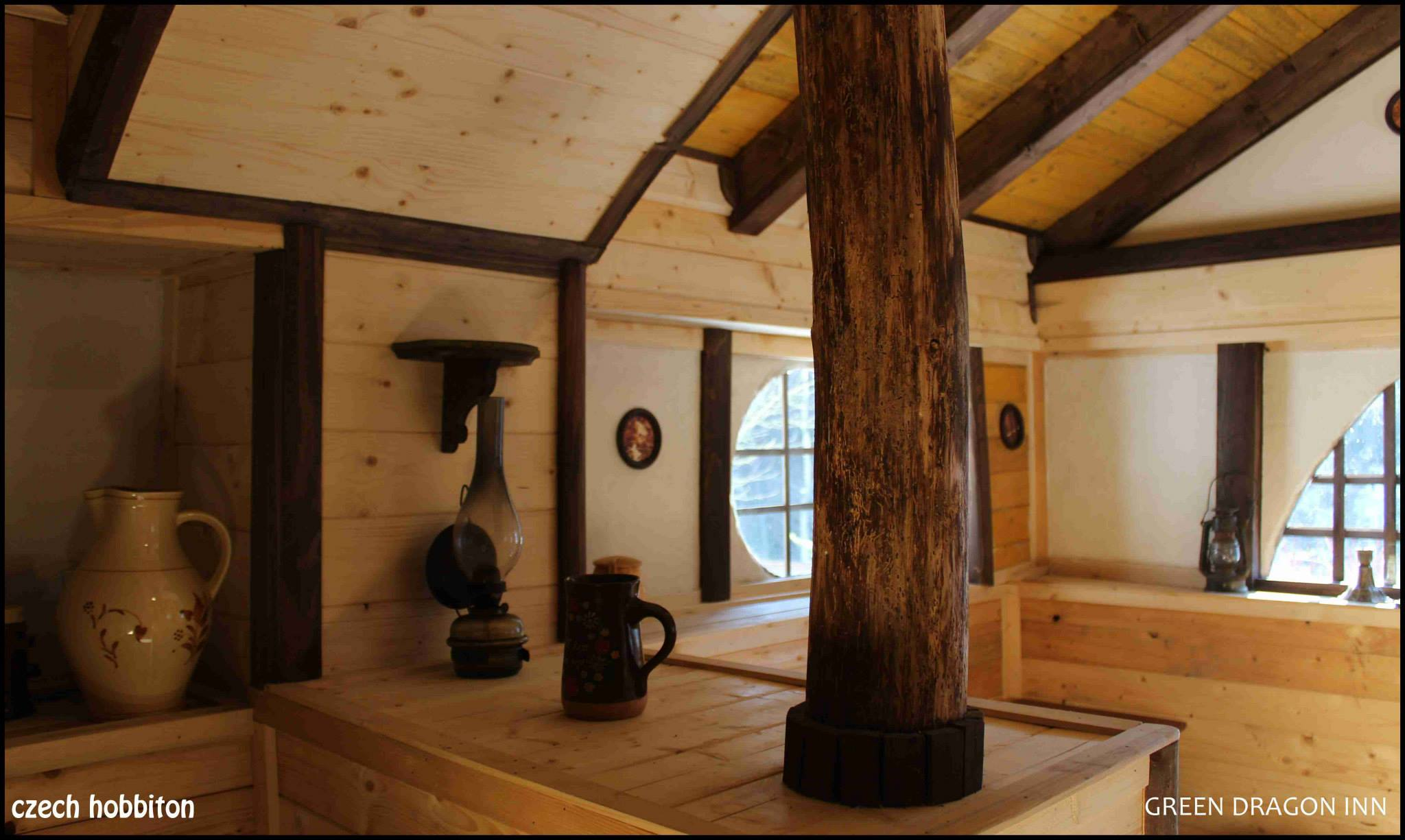
Zelený drak - interiér
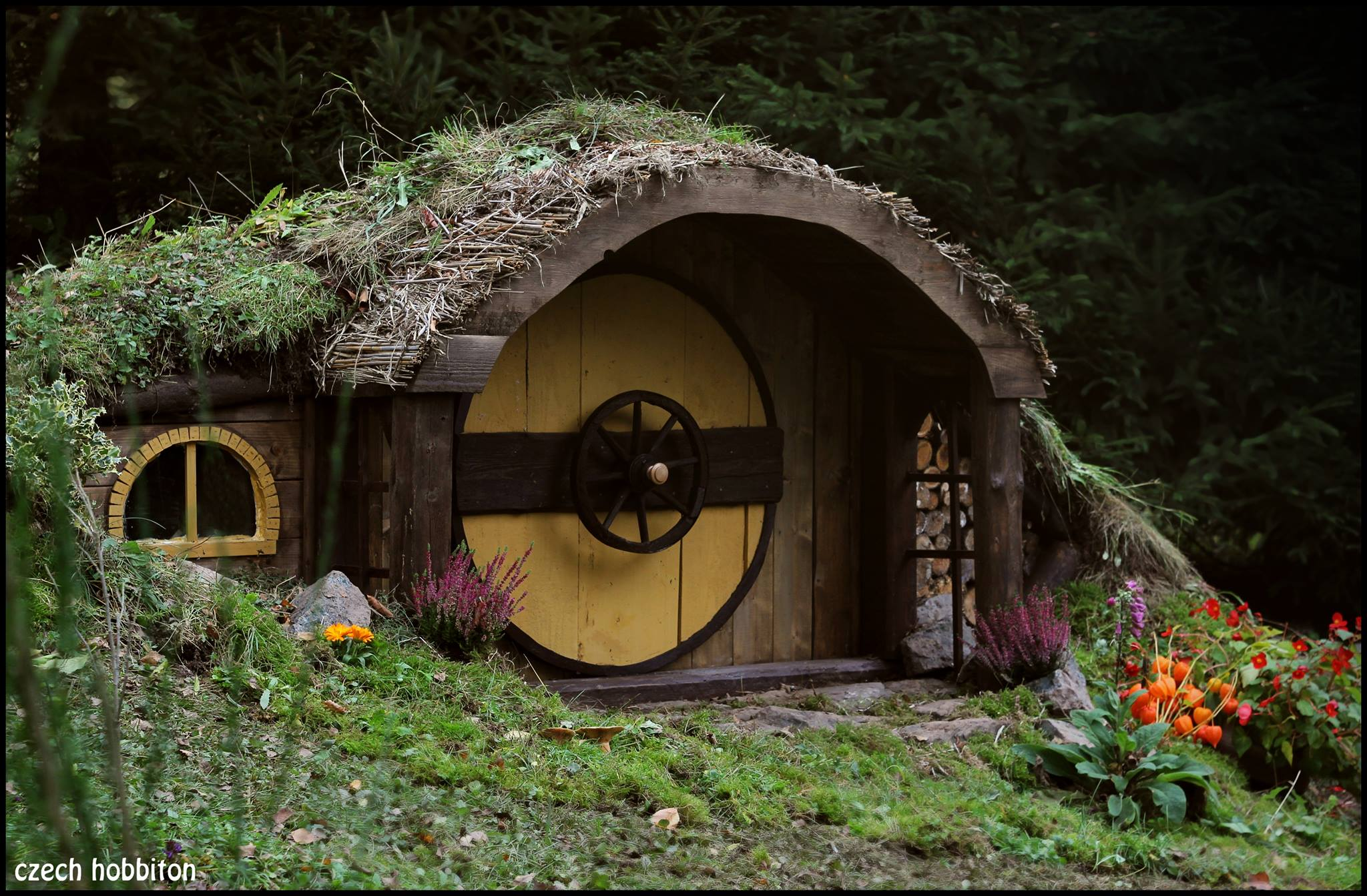
Hobití nora